# Горан Стојковић
Горан Стојковић (Куманово, 18. мај 1972 — Банско, 11. јануар 2015) био је политичар из Северне Македоније, виђенији активиста Српске заједнице у Македонији и генерални секретар Демократске партије Срба у Македонији.

## Биографија
Горан Стојковић је рођен 18. маја 1972. године у Куманову. Основну школу и гимназију завршава у Куманову. На Универзитету у Скопљу је дипломирао на Машинском факултету. Био је од 2006. технички директор у ЈП „Куманово-Гас“ у Куманову, да би од 2009. обављао функцију генералног директора у ЈП „Македонија Пат“ у Скопљу. После је био директор АД „Гама“ у Скопљу. Од 2002. до 2009. године је био председник општинске организације ДПСМ-а за Куманово, члан Главног одбора ДПСМ и члан Извршног одбора ДПСМ. На четвртом конгресу Демократске партије Срба у Македонији, децембра 2009. године, изабран је за генералног секретара странке. Први је председник Културно-уметничког друштва „Српски вез“ из Куманова. Изненада је умро од срчаног удара, 11. јануара 2015. године, док је био на зимовању са својом породицом у месту Банско у Бугарској.